# Evropský pohár v atletice
Evropský pohár v atletice byla atletická týmová soutěž evropských družstev pořádaná v letech 1965 – 2008 Evropskou atletickou asociací. V roce 2009 se soutěž obměnila a přejmenovala na Mistrovství Evropy družstev v atletice, rovněž přinesla mnoho nových pravidel.

## Historie
O pořádání, dnes již nejstarší světové soutěže reprezentačních družstev se rozhodlo na kongresu EAA v Sofii, v roce 1963. Muži měli premiéru ve Stuttgartu, ženy pak v Kasselu. Jedním z iniciátorů vzniku soutěže byl tehdejší prezident Evropského výboru v rámci Mezinárodní amatérské atletické federace (IAAF), Ital Bruno Zauli. Ten chtěl uspořádat soutěž pro všechny evropské svazy. Paradoxem je, že samotný Zauli se zahájení nikdy nezúčastnil, zemřel 7. prosince 1963. Na počest jeho památky se dlouho jmenovala soutěž, "Evropský pohár Bruna Zauliho".
V prvopočátcích se pohár konal nepravidelně. Od roku 1973 se pak odehrával každé dva roky. Tehdejší pravidla byla zcela jiná než pravidla posledních ročníků. Do roku 1981 probíhala soutěž na vícero kol, menší státy musely projít ze základních (kvalifikačních) kol, větší státy byly většinou nasazovány do semifinále. Ve finále poté bojovalo šest týmů.
Změna přichází s rokem 1983, kdy se začíná soutěžit jednokolově. Zároveň jsou družstva rozdělena do skupin A, B a C. V nižších úrovních probíhal pohyb na základě úspěšnosti v předešlých ročnících. Od roku 1993 probíhal pohár každoročně a skupiny dostaly nová pojmenování: Superliga, I.liga a II.liga. V Superlize v roce 1993 a 2006 startovalo devět mužských a ženských družstev, v ostatních ročnících osm.

## Přehled ročníků
|      | Ročník | Město                     | Země               | Vítězové           | Vítězové      |
| ---- | ------ | ------------------------- | ------------------ | ------------------ | ------------- |
| Muži | Ročník | Město                     | Země               | Ženy               |               |
| 1.   | 1965   | Stuttgart (M), Kassel (Ž) | Západní Německo    | Sovětský svaz      | Sovětský svaz |
| 2.   | 1967   | Kyjev                     | Sovětský svaz      | Sovětský svaz      | Sovětský svaz |
| 3.   | 1970   | Stockholm/Budapešť        | Švédsko/ Maďarsko  | NDR                | NDR           |
| 4.   | 1973   | Edinburgh                 | Spojené království | Sovětský svaz      | NDR           |
| 5.   | 1975   | Nice                      | Francie            | NDR                | NDR           |
| 6.   | 1977   | Helsinky                  | Finsko             | NDR                | NDR           |
| 7.   | 1979   | Turín                     | Itálie             | NDR                | NDR           |
| 8.   | 1981   | Záhřeb                    | Jugoslávie         | NDR                | NDR           |
| 9.   | 1983   | Londýn                    | Spojené království | NDR                | NDR           |
| 10.  | 1985   | Moskva                    | Sovětský svaz      | Sovětský svaz      | Sovětský svaz |
| 11.  | 1987   | Praha                     | Československo     | Sovětský svaz      | NDR           |
| 12.  | 1989   | Gateshead                 | Spojené království | Spojené království | NDR           |
| 13.  | 1991   | Frankfurt nad Mohanem     | Německo            | Sovětský svaz      | Německo       |
| 14.  | 1993   | Řím                       | Itálie             | Rusko              | Rusko         |
| 15.  | 1994   | Birmingham                | Spojené království | Německo            | Německo       |
| 16.  | 1995   | Villeneuve-d'Ascq         | Francie            | Německo            | Rusko         |
| 17.  | 1996   | Madrid                    | Španělsko          | Německo            | Německo       |
| 18.  | 1997   | Mnichov                   | Německo            | Spojené království | Rusko         |
| 19.  | 1998   | Petrohrad                 | Rusko              | Spojené království | Rusko         |
| 20.  | 1999   | Paříž                     | Francie            | Německo            | Rusko         |
| 21.  | 2000   | Gateshead                 | Spojené království | Spojené království | Rusko         |
| 22.  | 2001   | Brémy                     | Německo            | Polsko             | Rusko         |
| 23.  | 2002   | Annecy                    | Francie            | Spojené království | Rusko         |
| 24.  | 2003   | Florencie                 | Itálie             | Francie            | Rusko         |
| 25.  | 2004   | Bydhošť                   | Polsko             | Německo            | Rusko         |
| 26.  | 2005   | Florencie                 | Itálie             | Německo            | Rusko         |
| 27.  | 2006   | Málaga                    | Španělsko          | Francie            | Rusko         |
| 28.  | 2007   | Mnichov                   | Německo            | Francie            | Rusko         |
| 29.  | 2008   | Annecy                    | Francie            | Spojené království | Rusko         |

## Místa konání "B" Finále
- 1977 -  Göteborg (M),  Třinec (Ž)
- 1979 -  Karlovac (M),  Paříž (Ž)
- 1981 -  Athény (M),  Pescara (Ž)
- 1983 -  Praha (M),  Sittard (Ž)
- 1985 -  Budapešť (M + Ž)
- 1987 -  Göteborg (M + Ž)
- 1989 -  Brusel (M),  Štrasburk (Ž)
- 1991 -  Barcelona
- 1993 -  Brusel
- 1994 -  Valencie
- 1995 -  Basilej,  Turku
- 1996 -  Lisabon,  Fana

- 1997 -  Praha,  Dublin
- 1998 -  Budapešť,  Malmö
- 1999 -  Lahti,  Athény
- 2000 -  Oslo,  Bydhošť
- 2001 -  Vaasa,  Budapešť
- 2002 -  Banská Bystrica,  Sevilla
- 2003 -  Lappeenranta,  Velenje
- 2004 -  Plovdiv,  Istanbul
- 2005 -  Gävle,  Leiria
- 2006 -  Praha,  Soluň
- 2007 -  Vaasa,  Milán
- 2008 -  Leiria,  Istanbul